# هاري فيلد
هاري فيلد (بالإنجليزية: Harry Field)‏ هو لاعب كرة قدم أمريكية أمريكي، ولد في 18 أغسطس 1911 في وايلوكو ‏ في الولايات المتحدة، وتوفي في 23 مايو 1964.

## وصلات خارجية
- هاري فيلد على موقع مرجع كرة القدم المحترفة.كوم (الإنجليزية)